# ماميثا أفغانية
المَامِيثَا الأفغانية نوع نباتي يتبع جنس الماميثا من الفصيلة الخشخاشية.